# Christopher Bishop

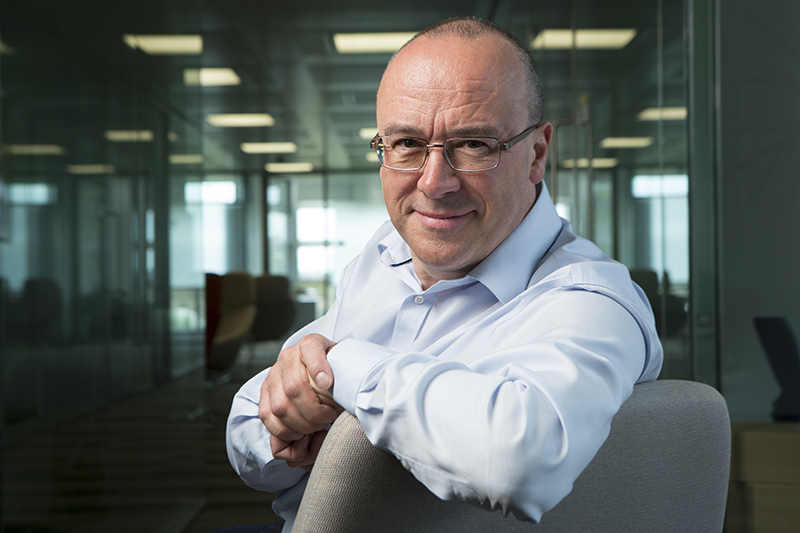
Christopher Bishop, 2015

Christopher Michael Bishop (* 7. April 1959 in Norwich, England) ist ein britischer Informatiker.
Bishop studierte Physik an der University of Oxford und wurde an der University of Edinburgh promoviert mit einer Dissertation über Quantenfeldtheorie.
Ab 1993 lehrte er am Department of Computer Science and Applied Mathematics der Aston University in Birmingham.
Er war von 2015 bis 2022 Laboratory Director am Microsoft Research Cambridge. Er ist Professor für Computer Science an der University of Edinburgh.

## Auszeichnungen
- 2008 Weihnachtsvorlesung (Royal Institution)
- 2017 Fellow of the Royal Society

## Schriften
- Neural Networks for Pattern Recognition. Oxford University Press 1995.
- Pattern Recognition and Machine Learning. Springer 2006.
- Deep Learning. Springer 2023.